# Coleophora baltica
Coleophora baltica é uma espécie de mariposa do gênero Coleophora pertencente à família Coleophoridae.